# Tomioka Tessai
Tomioka Tessai (în japoneză 富岡 鉄斎, n. 25 ianuarie 1837, Kyoto, Prefectura Kyoto, Japonia – d. 31 decembrie 1924, Kyoto, Prefectura Kyoto, Japonia) a fost pseudonimul unui pictor și caligraf din Japonia imperială. Este considerat ultimul artist important din tradiția Bunjinga și unul dintre primii artiști majori ai stilului Nihonga. Numele său adevărat era Yusuke, pe care l-a schimbat ulterior în Hyakuren.

## Biografie
Tessai s-a născut fie în 1836, fie în 1837 la Kyoto, ca al doilea fiu al lui Tomioka Korenobu, care vindea haine sacerdotale. Pentru că auzul nu era bun, părinții lui au decis că ar trebui să devină învățat, mai degrabă decât comerciant. A fost educat ca savant în filozofia și literatura clasică chineză și în clasicii japonezi antici sub renumitul învățat kokugaku Okuni Tadamasa.
Tatăl lui Tessai a murit în 1843, când el avea doar șapte ani. Averea familiei a intrat în declin, iar tânărul Tessai a devenit paj la un altar Șinto. Doisprezece ani mai târziu, a ajuns să fie cazat la faimoasa poetă budistă și călugăriță Ōtagaki Rengetsu, care avea să devină cel mai mare mentor și susținător învățat al său. Și-a dezvoltat propriul stil în următorul deceniu, studiind sub o serie de pictori desăvârșiți.
În 1861, Tessai a deschis o școală privată în casa lui Rengetsu pentru a preda pictura; a devenit profesor la nou-inaugurata Universitate Ritsumeikan în 1868. A lucrat și pentru noul guvernul Meiji, contribuind cu hărți și hărți topografice pe care le-a creat. De-a lungul perioadei Meiji, Tessai a călătorit mult, vizitând locuri celebre și pitorești care mai târziu aveau să devină subiecte ale picturilor sale. El a putut să vadă multe părți diferite ale țării, de la Nagasaki la Hokkaidō. De asemenea, a slujit ca preot șintoist la o serie de sanctuare diferite, dar în cele din urmă a demisionat când a murit fratele său, pentru a putea avea grijă de mama sa.
După ce Tessai s-a stabilit înapoi la Kyoto în 1882, el a susținut vechile stiluri de pictură tradițională japoneză împotriva noilor influențe ale artei occidentale (yōga), devenind apoi din ce în ce mai popular și a fost astfel un participant la mișcarea nihonga timpurie.
Primele lucrări ale lui Tessai au urmat stilurile bunjinga de la începutul secolului al XIX-lea, deși el a lucrat și în aproape toate stilurile asociate cu Kyoto: Rimpa, Yamato-e, Otsu-e etc. Cu toate acestea, stilul său matur s-a concentrat pe Nanga sau picturile in stil chinezesc, bazate pe artiștii târzii ai dinastiei Ming din provinciile Suzhou și Jiangsu, care fuseseră introduse în Japonia de către Sakaki Hyakusen. Tessai a avut tendința de a folosi culorile bogate pentru a portretiza scene de oameni în peisaje, cu o compoziție menită să evoce sau să ilustreze un episod istoric sau literar. De asemenea, a folosit uneori imagini religioase, combinând reprezentări ale bodhisattva budist cu figuri daoiste sau confucianiste pentru a simboliza unitatea tradițiilor religioase asiatice. Lucrările finale ale lui Tessai fie folosesc culori foarte strălucitoare, fie au fost realizate in cerneală monocromă cu tușe dense, aspre și, ocazional, tușe ușoare de pigmenți strălucitori.
În anii 1890, a fost numit judecător al Societății de Pictură a Tinerilor și a devenit profesor la Școala de Arte Frumoase din Kyoto la scurt timp după aceea. De asemenea, a participat la înființarea mai multor alte asociații de artă, inclusiv Asociația Nanga din Japonia. Mama lui a murit în 1895, dar Tessai a continuat să aibă relații strânse cu familia sa, câțiva ani mai târziu având și o nepoată.
În 1907, a fost numit pictor oficial al împăratului Meiji, căruia îi plăceau atât de mult lucrările sale, încât comanda sa a fost extinsă pentru a include Agenția Casei Imperiale devenind astfel pictor de curte în 1917. A fost numit și membru al Academiei Imperiale de Arte Frumoase (Teikoku Bijutsu-in) în 1919.
De-a lungul vieții, Tessai a lucrat ca preot și erudit șintoist. A fost un pictor extrem de prolific și se estimează că a pictat aproximativ 20.000 de tablouri în cursul carierei sale. O dată a terminat 70 de picturi într-o singură zi. Cele mai bune lucrări ale lui Tessai au fost create în ultimii ani ai vieții sale, de la 80 de ani până la moartea sa în 1924, la 88 de ani.
Cea mai mare colecție de lucrări ale lui Tessai se află la Muzeul Memorial Tessai, un muzeu de artă privat din incinta Kiyoshikojin Seicho-ji, un templu budist din Takarazuka, Hyogo. Lucrările sale sunt păstrate și la Muzeul de Artă al Universității Princeton, Muzeul de Artă al Universității din Michigan, Muzeul Național de Artă Asiatică, British Museum, Muzeul de Artă din Seattle, Metropolitan Museum of Art, Muzeul de Artă Nelson-Atkins, Muzeul de Artă din Birmingham, Institutul de Artă din Minneapolis și Muzeul de Arte Frumoase din Boston.